# Hirtodrosophila okadomei
Hirtodrosophila okadomei är en tvåvingeart som först beskrevs av Toyohi Okada 1967.  Hirtodrosophila okadomei ingår i släktet Hirtodrosophila och familjen daggflugor. Inga underarter finns listade i Catalogue of Life.